# Bismarckstein (Hamburg)

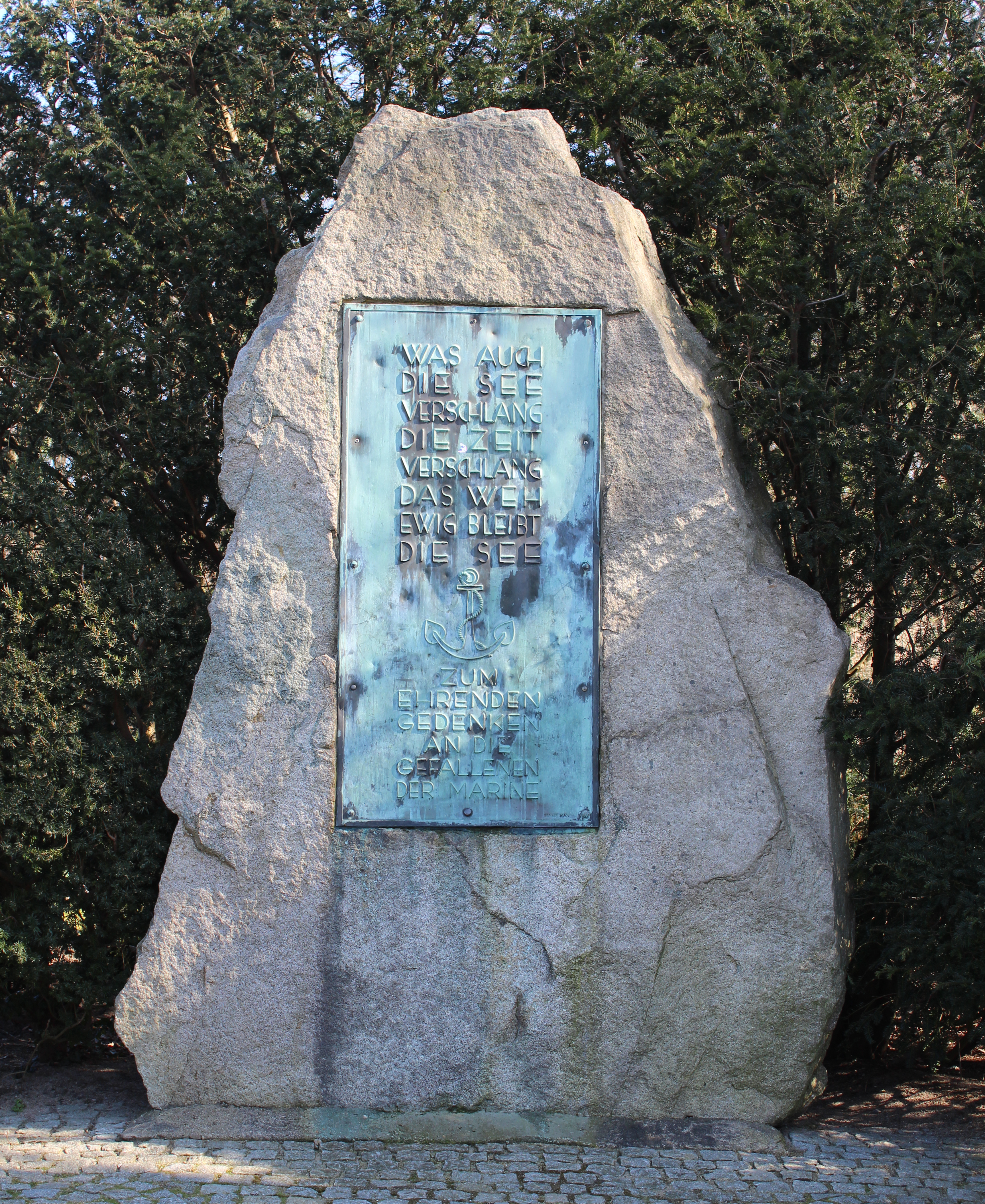
Bismarckstein

Der Bismarckstein ist ein Gedenkstein mit umgebendem, gleichnamigen Park im Hamburger Stadtteil Blankenese. Er steht auf dem Waseberg nahe der gleichnamigen Straße sowie Schinckels Park.

## Name und Geschichte

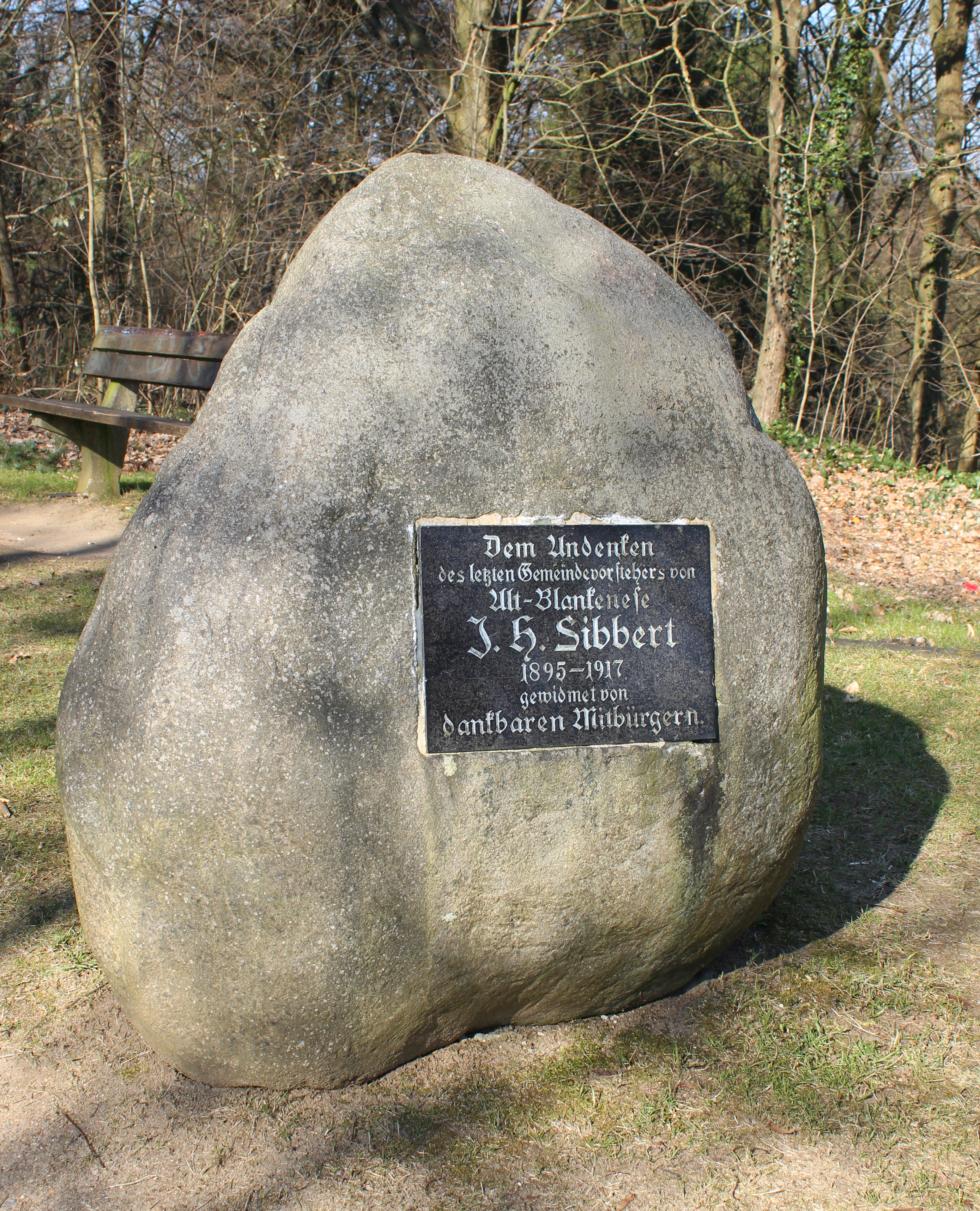
Denkmal für J. H. Sibbert

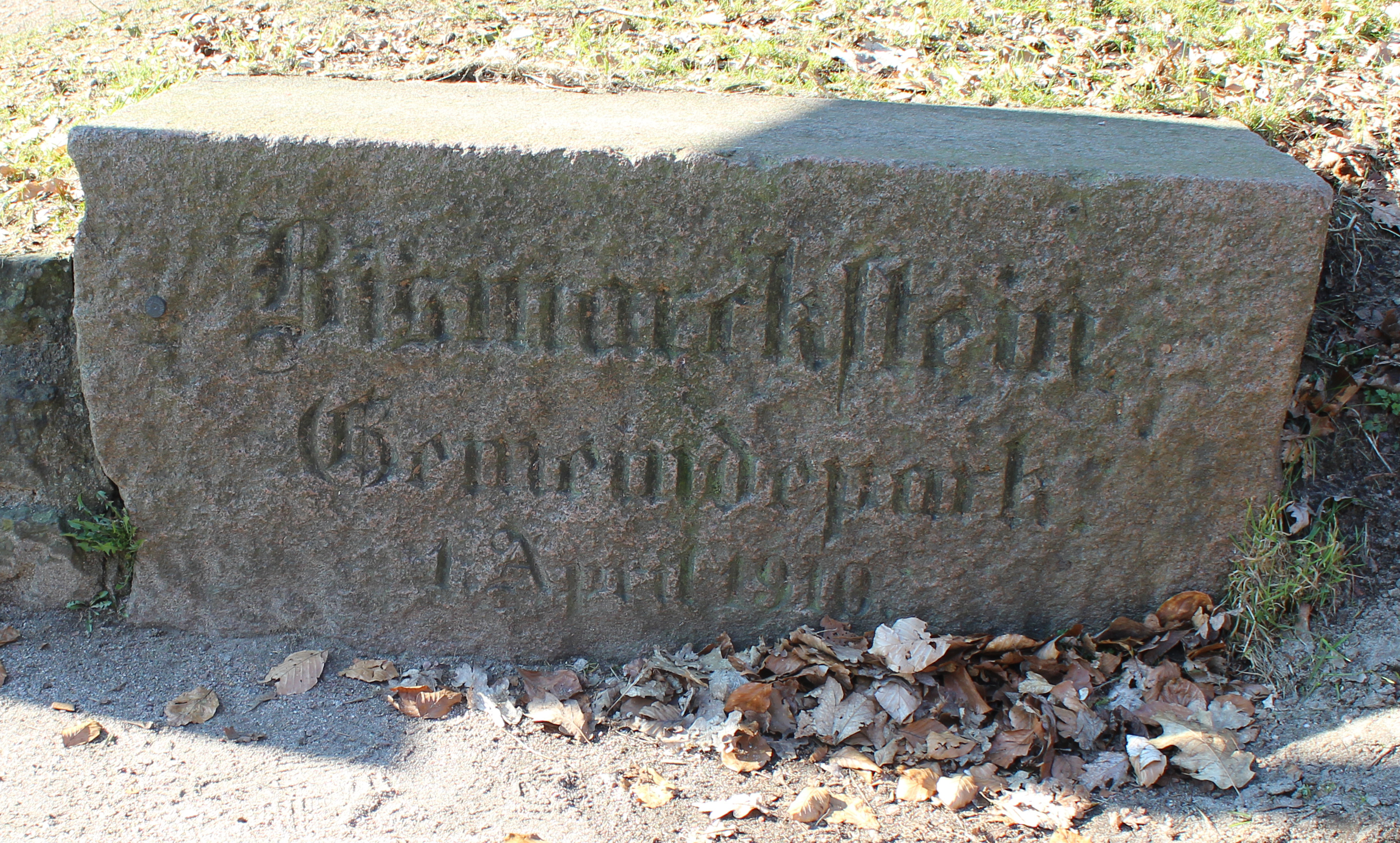
Denkmal für die Stiftung des Bismarcksteins

Der Gedenkstein ist nicht Otto von Bismarck gewidmet, sondern dient als Marine-Denkmal für den Ersten Weltkrieg. Ursprünglich erwarb der Kaufmann Julius Richter 1890 das Gelände und wollte Bismarck ein Denkmal aufstellen. Der Plan scheiterte jedoch am Geld und daran, dass Hamburg mit dem großen Bismarck-Denkmal (1906) schneller war.
Die Gemeinde Blankenese erwarb 1910 das Gelände von Richter und machte den Ausblick der Öffentlichkeit zugänglich. 1935 wurde an der jetzigen Stelle der Gedenkstein aufgestellt, der an die Gefallenen der Marine im Ersten Weltkrieg erinnern soll. Eine Metallplatte mit einem Vers des Hamburger Schriftstellers Hans Leip, der dem Maritimen sehr angetan war, ist am Stein, der ein eingetragenes Kulturdenkmal ist, angebracht.

„Was auch die See verschlang, die Zeit verschlang das Weh. Ewig bleibt die See

    Zum ehrenden Gedenken an die Gefallenen der Marine“

Zwei weitere Gedenksteine, die ebenfalls denkmalgeschützt sind, befinden sich im Park: Das Denkmal für Johannes Heinrich Sibbert, das nach 1917 entstand sowie das Denkmal für die Stiftung des Bismarcksteins aus dem Jahr 1910.

## Lage
Der Park liegt zwischen den Straßen Falkentaler Weg im Westen und Waseberg im Norden sowie Bismarckstein im Süden und Osten. Neben dem Denkmal, das sich westlich des Gipfels des Wasebergs befindet, ist eine Aussichtsplattform gelegen.